# Mário Dionísio de Assis Monteiro
Mário Dionísio de Assis Monteiro (* 16. Juli 1916 in Lissabon; † 17. November 1993 ebenda) war ein portugiesischer Schriftsteller und Maler.

## Leben
Mário Dionísio studierte romanische Philologie. Noch als Student wurde er Mitarbeiter mehrerer Zeitschriften, die sich thematisch mit dem Neorealismus befassten. Er arbeitete als Lehrer an einer höheren Schule und nach der Nelkenrevolution an der Geisteswissenschaftlichen Fakultät der Universität Lissabon, an der er studiert hatte.
Bekannt wurde er als Literaturkritiker und Essayist. Ab 1941 veröffentlichte er mehrere Bände mit Lyrik. Darüber hinaus war er auch als Maler tätig, verfasste Erzählungen und betrieb geschichtliche und kunstkritische Studien.

## Werke (Auswahl)
- O Dia Cincento, Erzählungen, 1944